# Benjamin Stoddert
Benjamin Stoddert, né en 1751 et mort le 13 décembre 1813, était un homme politique américain et le premier secrétaire à la Marine des États-Unis de 1798 à 1801.

## Biographie
Né dans le comté de Charles, dans la province du Maryland en 1751, il est le fils du capitaine Thomas Stoddert. Il fait ses études à l'université de Pennsylvanie puis travaille comme marchand. Pendant la guerre d'indépendance des États-Unis, il sert comme capitaine dans la cavalerie de Pennsylvanie, puis comme secrétaire de l'état-major. Il est sérieusement blessé lors de la bataille de Brandywine et est ensuite libéré de ses obligations militaires.
En 1781, il épouse Rebecca Lowndes, fille de Christopher Lowndes, un marchand du Maryland. Ils ont huit enfants, et résident à Bladensburg, dans le Maryland.
En 1783, il se lance dans l'export de tabac à Georgetown.
Après l'élection de George Washington, celui-ci lui demande d'acheter des parcelles de terrain dans le lieu qui deviendra la capitale Washington, avant que la décision officielle d'établir la capitale fédérale sur les rives de la rivière Potomac ne fasse grimper les prix. Il transférera ensuite les terrains au gouvernement. Dans les années 1790, il contribue également à la création de la Bank of Columbia, chargée d'acquérir des terrains dans le district de Columbia pour le gouvernement fédéral.

## Secrétaire à la Marine
En mai 1798, le président John Adams le nomme secrétaire à la Marine pour superviser la Marine nouvellement créée.
En tant que premier secrétaire à la Marine, il se trouve bientôt devoir gérer la quasi-guerre avec la France, qui se déroule essentiellement en mer. Il se rend compte que la toute jeune Navy ne possède que trop peu de bâtiments de guerre pour protéger la marine marchande par des convois ou des patrouilles le long des côtes américaines. Il en conclut que le meilleur moyen de vaincre les Français est de s'engager dans des attaques sur les Antilles, où la plupart des bâtiments français sont basés. Au tout début du conflit, la Marine américaine décide donc d'affronter frontalement les points forts de l'ennemi. Le succès américain dans ce conflit repose sur la combinaison des compétences de Stoddert pour gérer et déployer ses maigres forces et de l'initiative des officiers navals. Sous son commandement, la Marine atteint ses objectifs et parvient à stopper les attaques de navires français sur le commerce américain.
Stoddert ne s'intéresse pas seulement à l'administration et aux opérations quotidiennes de la Marine, mais aussi à son avenir. Il crée les six premiers chantiers navals et propose de construire douze frégates. Le Congrès approuve initialement la construction de six frégates, mais change d'avis à la suite de l'accord de paix avec la France et en limite le nombre à trois.
Il laisse ainsi une administration capable et performante, et malgré des opinions variables, les Américains dépendront pendant longtemps de leur Marine pour défendre leur commerce et leurs droits maritimes.

## Après la Marine

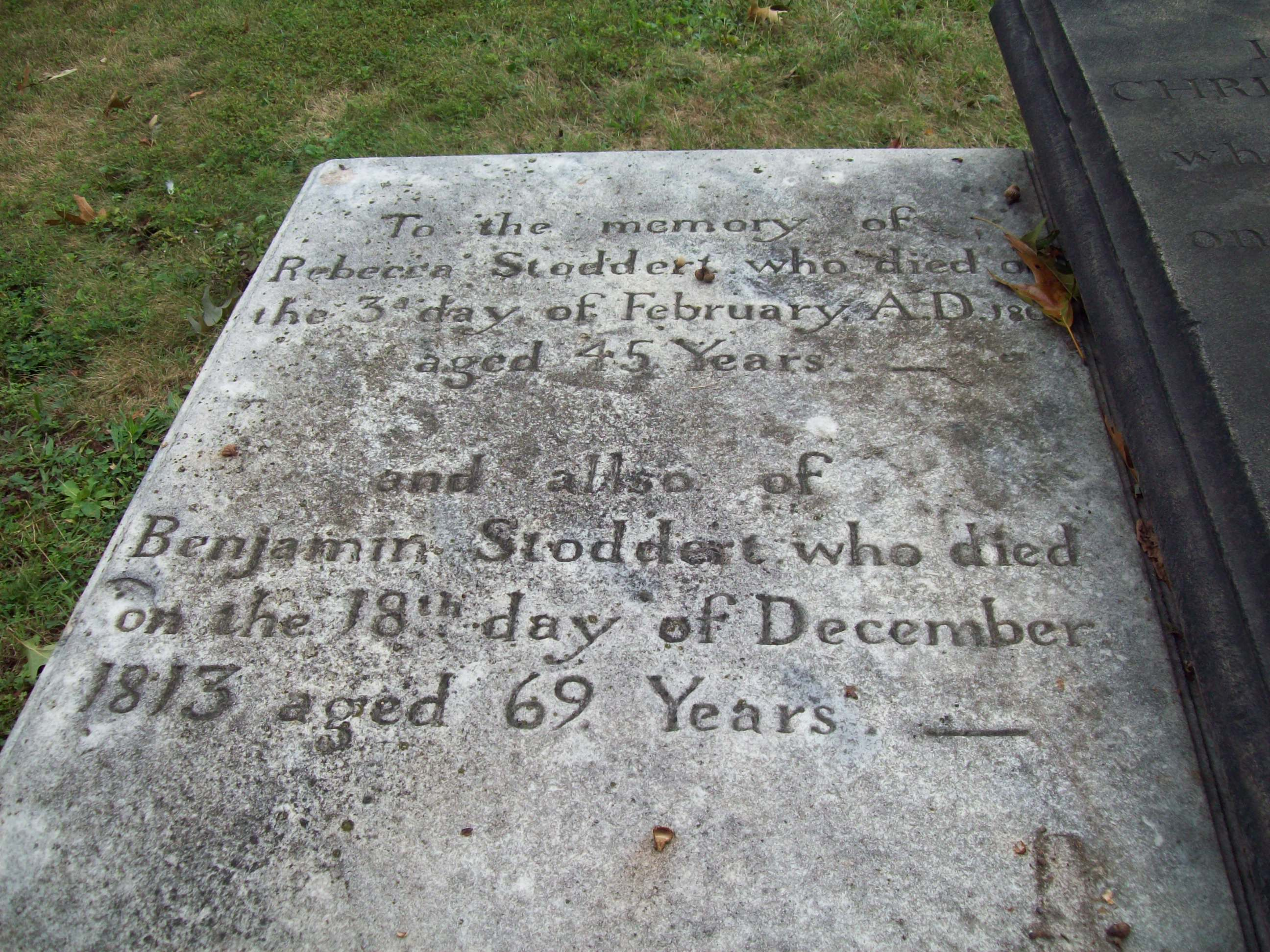
Tombe de Benjamin Stoddert, photographiée en septembre 2009.

Il quitte son poste en mars 1801 et retourne au commerce, avec moins de succès qu'auparavant. Il perd beaucoup d'argent en spéculation foncière, et l'embargo britannique lors de la guerre de 1812 limite très fortement les échanges commerciaux.
Il meurt le 13 décembre 1813, et est enterré dans le Maryland.

## Hommages
- Deux navires de la Marine américaine portent son nom : USS Stoddert (DD-302) (en), 1920–1935, et USS Benjamin Stoddert (DDG-22) (en), 1964–1991
- Fort Stoddert dans le territoire du Mississippi (aujourd'hui en Alabama)